# Kappelbach (Zorge)
Der Kappelbach ist ein linker Zufluss der Zorge in Thüringen in Deutschland. Der Kappelbach ist ein Gewässer 2. Ordnung, die Unterhaltung obliegt  dem Gewässerunterhaltungsverband Helme | Ohne | Wipper.

## Verlauf
Der Kappelbach, vor allem in Neustadt auch Hardtbach genannt, entspringt nördlich von Neustadt im Naturpark Südharz. Er fließt überwiegend in westliche bis südwestliche Richtung. Die erste Gemeinde am Verlauf des Baches ist Neustadt. Am Ortsrand der Gemarkung tangiert er den Campingplatz am Waldbad und das Waldbad. Diese Plätze sind ein bekanntes Erholungsgebiet. Nachdem er Neustadt durchflossen hat, streift er noch Harzungen und fließt entlang einiger Ruinen des ehemaligen  KZ-Außenlagers Harzungen. Nach etwa zehn Kilometern mündet er in Nordhausen in die Zorge.

## Bildergalerie

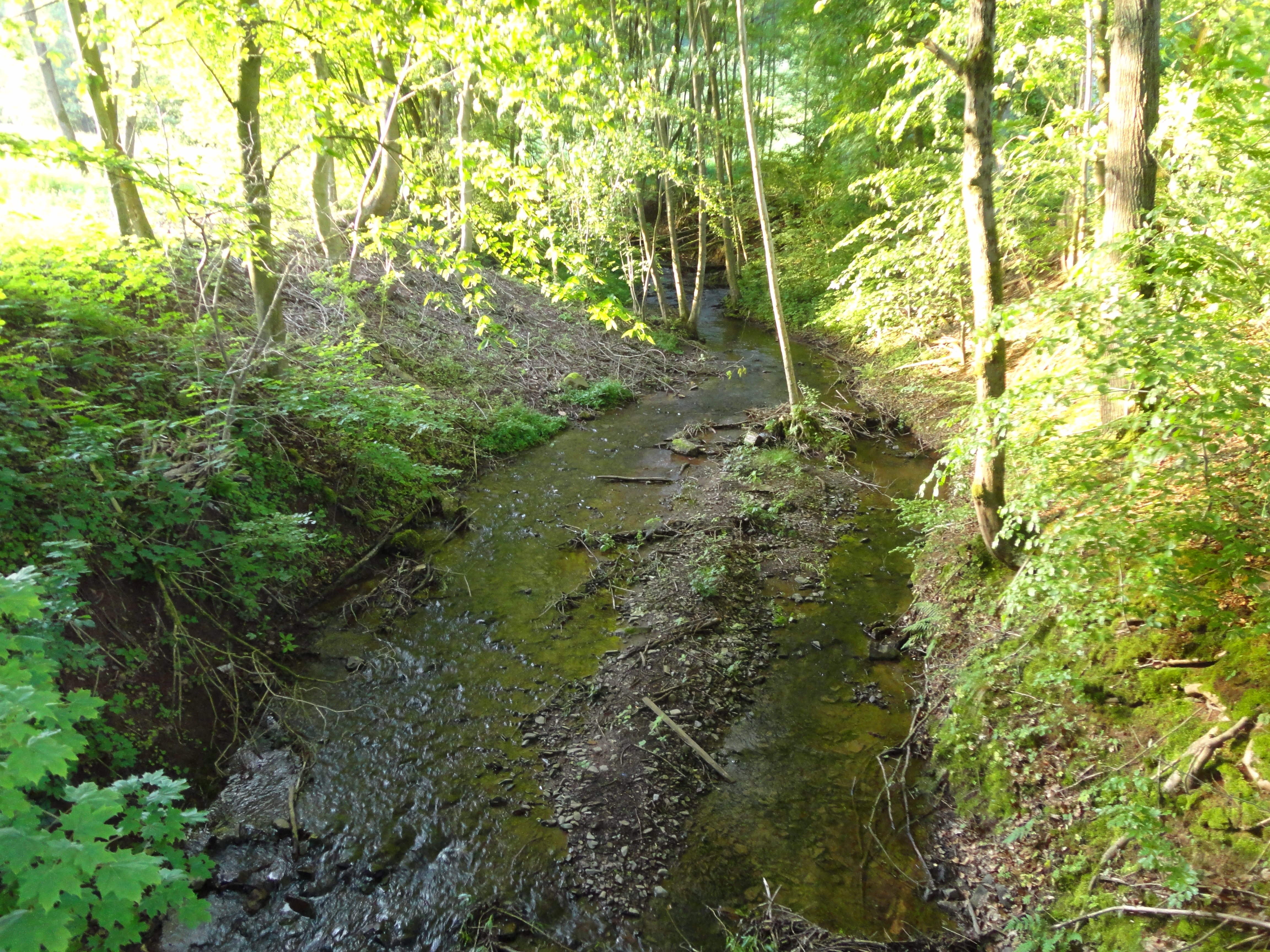
Der Kappelbach im Harz vor Neustadt
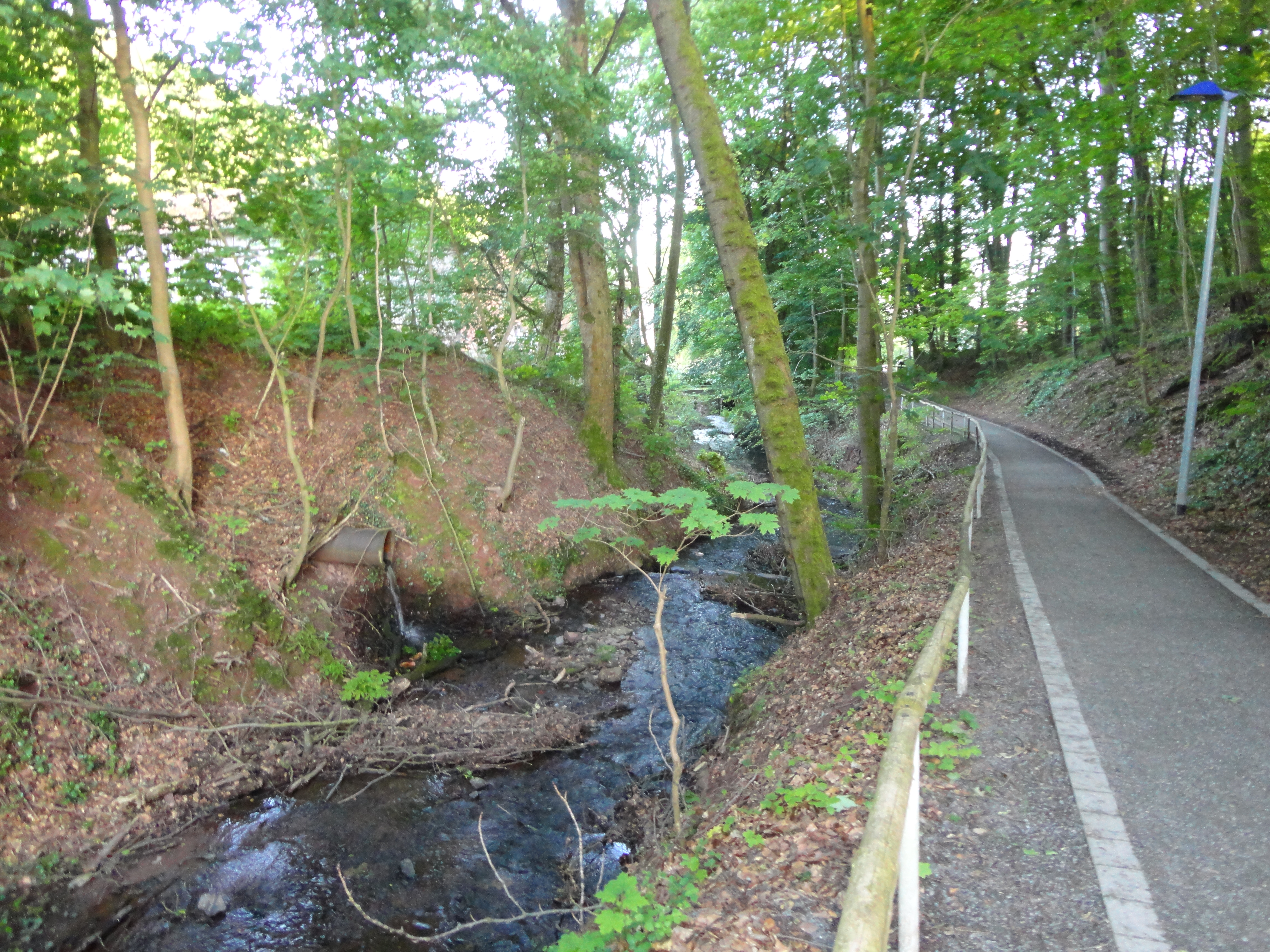
Kappelbach mit Zulauf (Rohr) des Neustädter Teiches
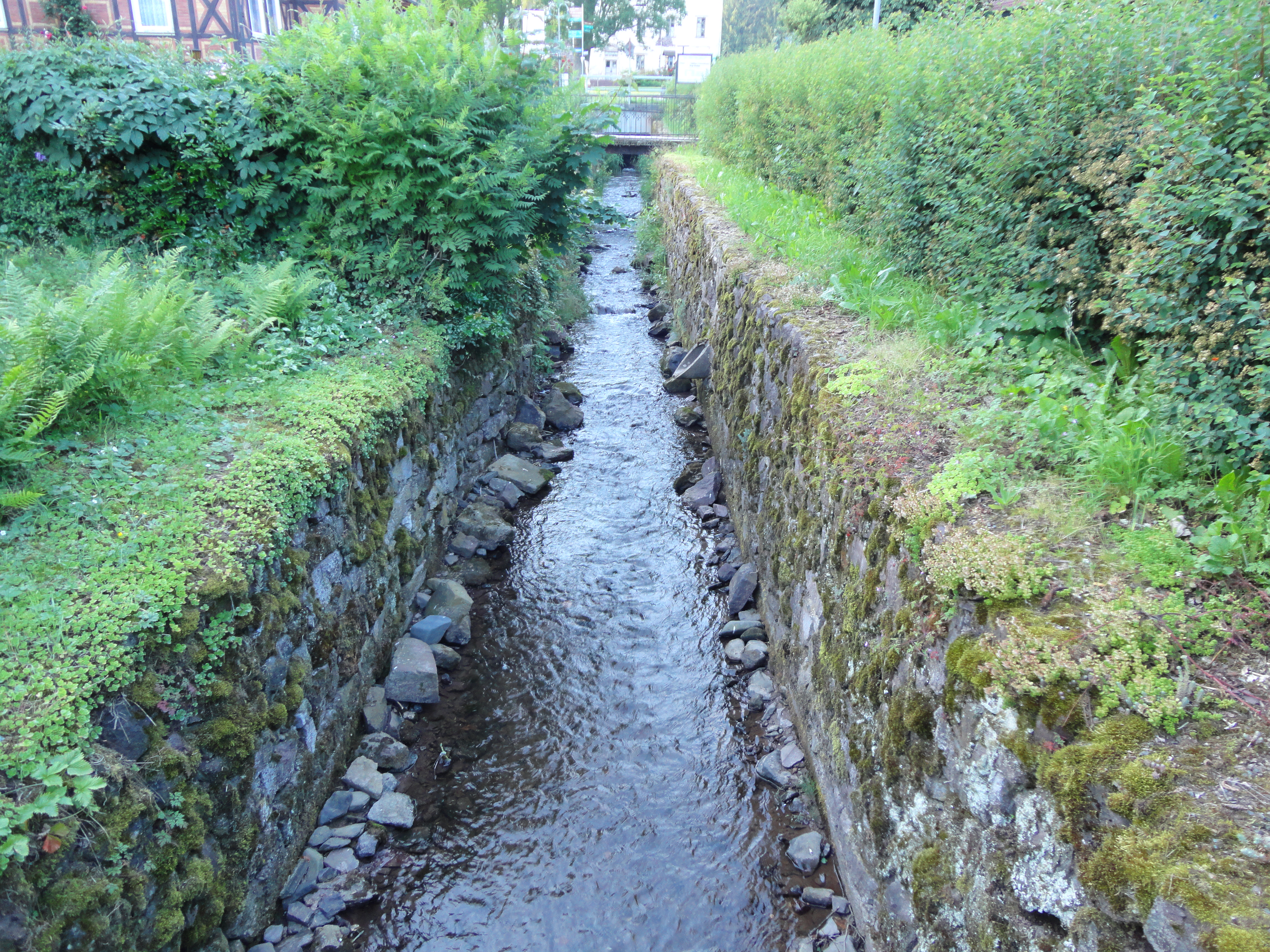
Kappelbach in Neustadt
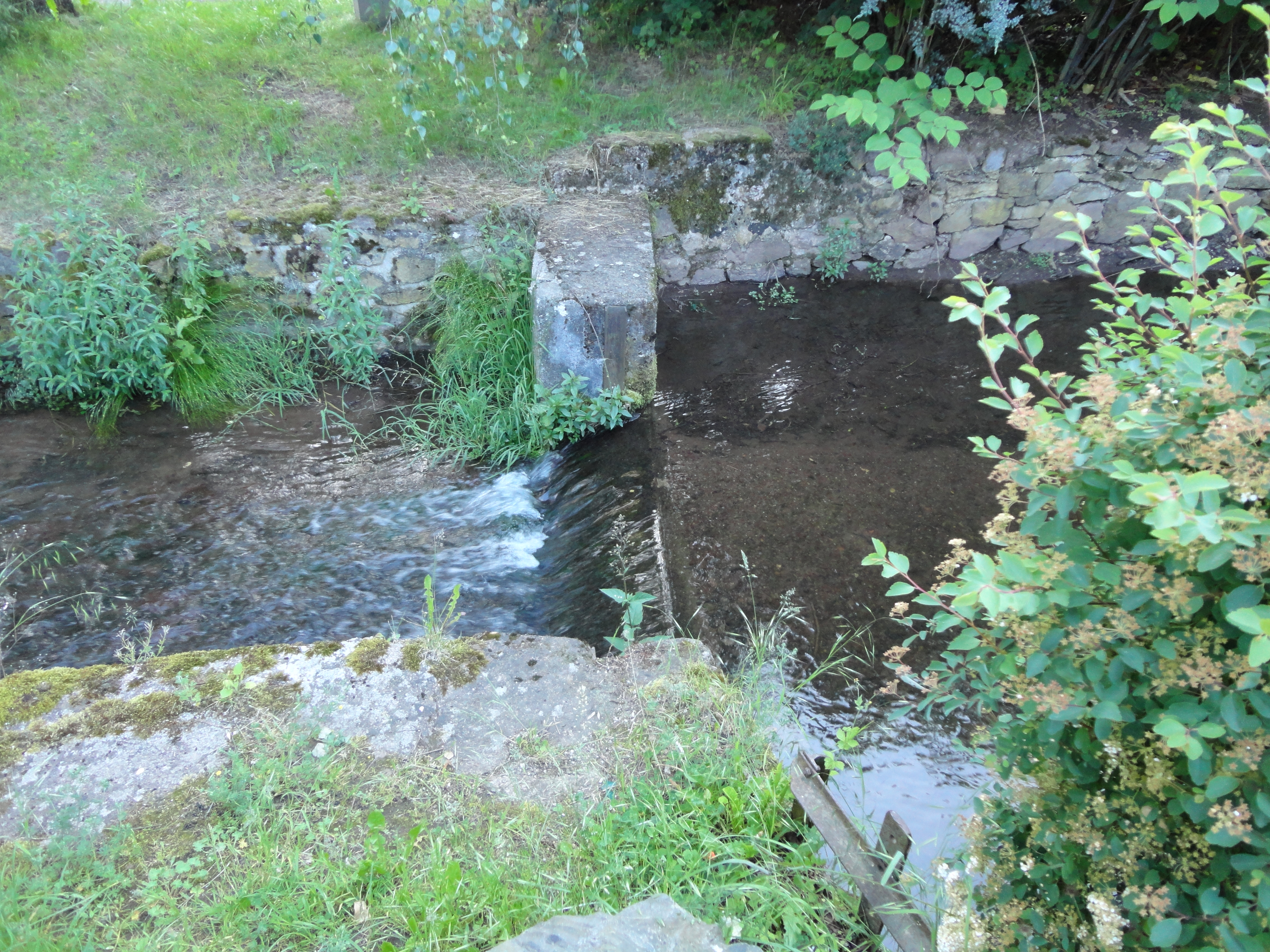
Wehr im Kappelbach in Neustadt
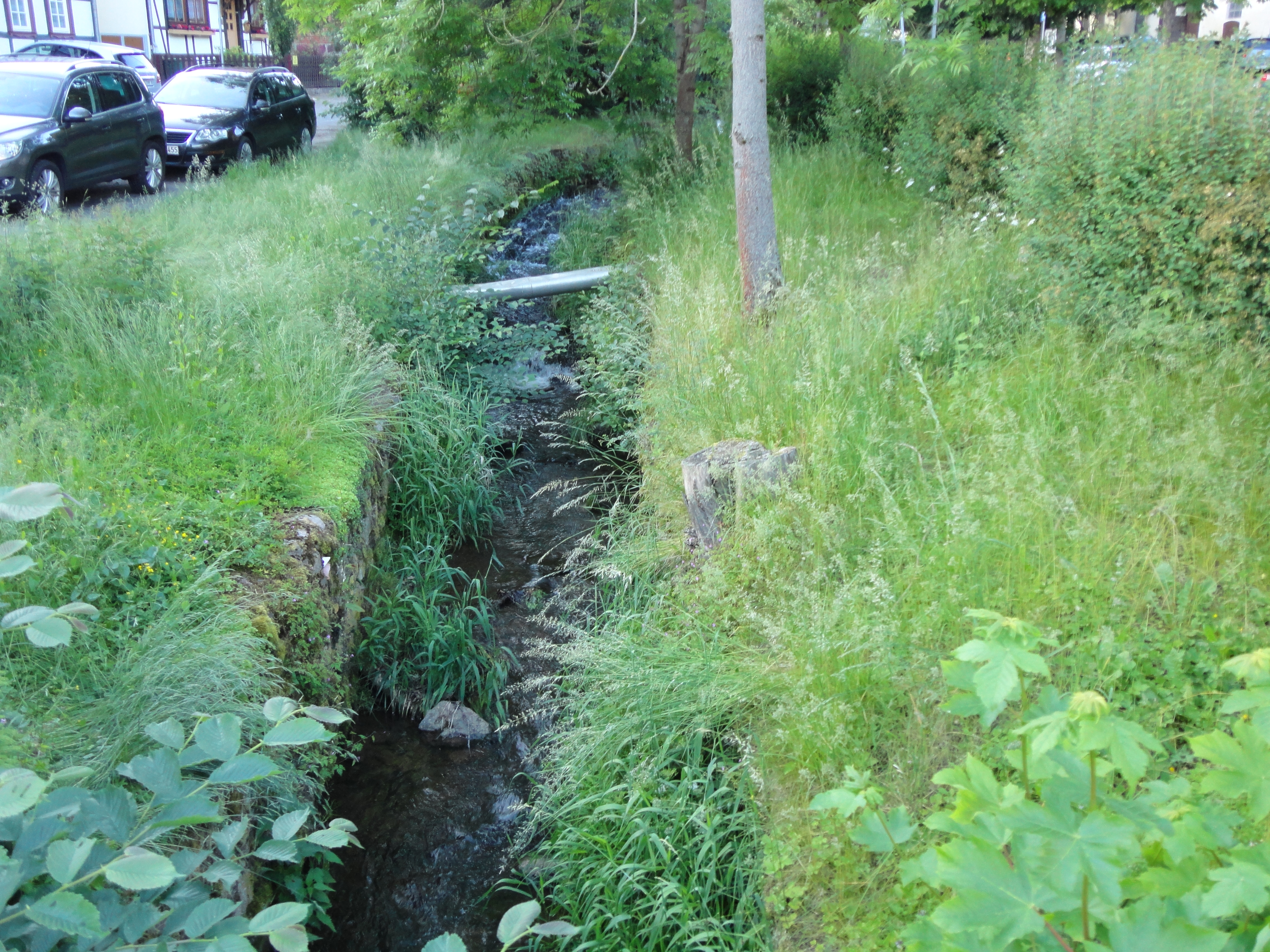
Kappelbach in Neustadt
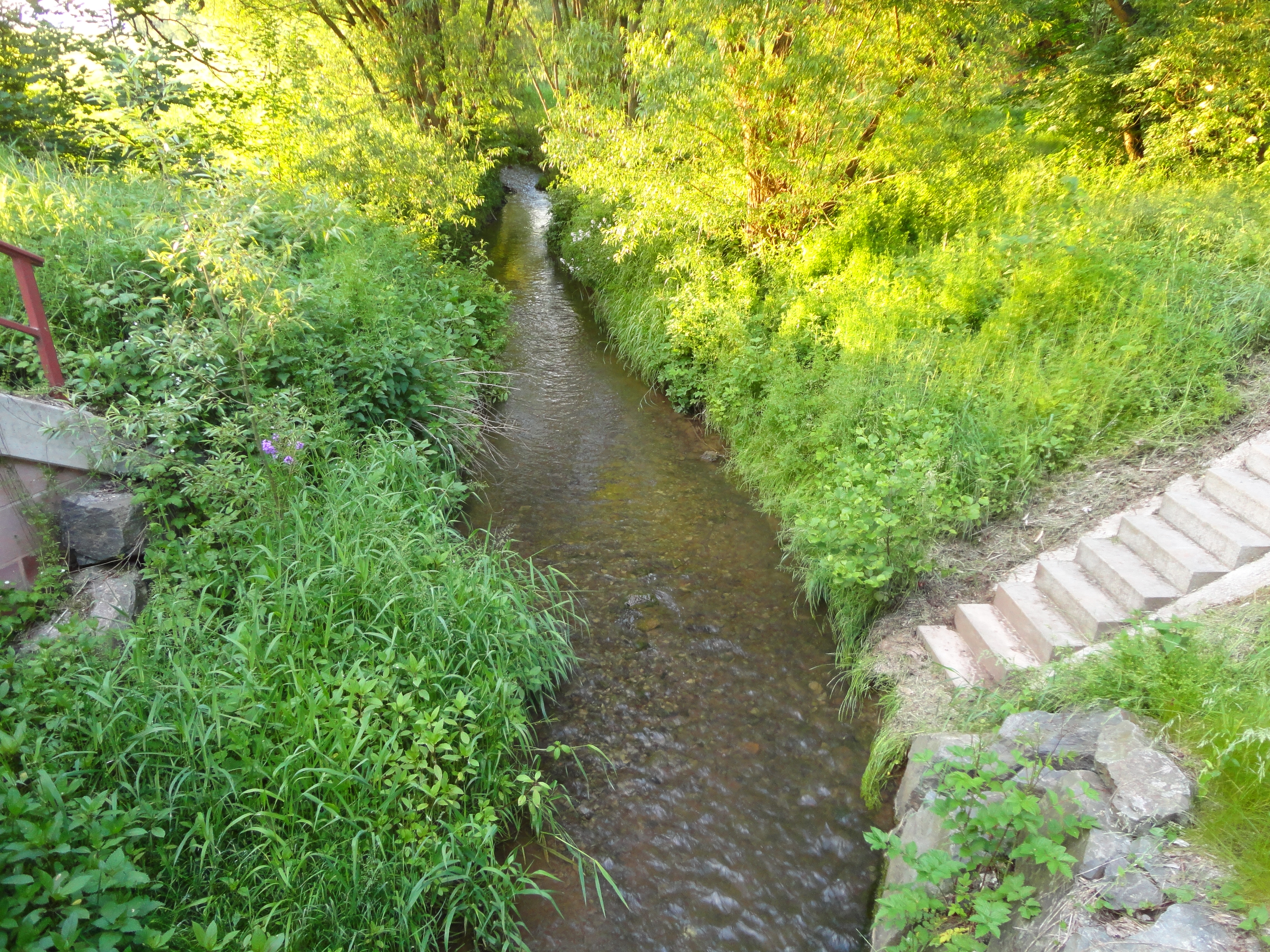
Kappelbach in Nordhausen, kurz vor seiner Mündung in die Zorge